# Timogenes dorbignyi
Espèce
Synonymes
- Scorpio dorbignyi Guérin Méneville, 1843
- Brotheas maximus Holmberg, 1875
- Bothriurus dorbignyi obfuscatus Thorell, 1876
- Bothriurus laevis Schenkel, 1949

Timogenes dorbignyi est une espèce de scorpions de la famille des Bothriuridae.

## Distribution
Cette espèce se rencontre en Argentine et en Bolivie.

## Description
Le mâle mesure 42,30 mm et la femelle 53,73 mm.

## Publication originale
- Guérin Méneville, 1843 : Arachnides. Iconographie du règne animal de G. Cuvier, ou représentation d'après nature de l'une des espèces les plus remarquables et souvent non encore figurées, de chaque genre d'animaux, Paris, vol. 3, p. 10-11.